# جريمة القتل في القانون الإيطالي
بموجب القانون الإيطالي، جريمة القتل تنظمها المواد 575-582، 584-585، 589 من (قانون العقوبات).
بشكل عام، وفقًا للمادة 575، "كل من يتسبب في وفاة إنسان يعاقب بالسجن لمدة لا تقل عن 21 عامًا"؛ ومع ذلك يشير القانون إلى سلسلة من الظروف التي يُعاقب بموجبها القتل بالسجن المؤبد، وبالتالي فإن السجن المؤبد في إيطاليا في الواقع لا يقل عن 21 عامًا على الإطلاق.

## التعاريف والعقوبات
وفقًا للقانون الإيطالي، فإن أي عقوبة تزيد عن خمس سنوات تحرم بشكل دائم الشخص المدان من: حقوق التصويت والقدرة على شغل منصب عام والقدرة على شغل أي منصب حكومي أو شبه قانوني (المواد 19 و28 و29). كما يحرم المحكوم عليه مدى الحياة من حقوق الوالدين. يتم تسليم أطفالهم إلى الوالد الآخر أو يتم استضافتهم في مؤسسة عامة (المادة 32).

### السجن مدى الحياة
تنص المادتان 576 و577 على عقوبة إلزامية بالسجن المؤبد على جريمة القتل العمد المرتكبة في الظروف التالية:
1. ارتكاب جريمة أخرى أو الهروب أو التفضيل أو الاستفادة من جريمة أخرى (المادة 61، القسم 2).
2. ضد الأقرباء (الأم أو الطفل) وإما من خلال وسائل ماكرة، مع سبق الإصرار والترصد، بقسوة، مع دوافع غير مجدية.
3. هارب من الأسر أو حيازة سبل العيش.
4. أثناء اغتصاب شخص أو الاعتداء عليه جنسيًا (المواد 609 مكرر، 609 مكررًا، 609).
5. بواسطة مطارد ضد ضحية المطاردة.
6. ضد ضابط شرطة مكلف بتطبيق القانون.
7. بطريقة قاسية أو من خلال التعذيب (المادة 61، القسم 1).
8. دوافع دنيئة أو لا طائل من ورائها (المادة 61، القسم 4).
9. ضد أقرب الأقارب (الوالد أو الطفل).
10. بوسائل ماكرة.
11. مع سبق الإصرار والترصد.

واعتبرت القضايا من 1 إلى 4 (المادة 576) جريمة قتل يُعاقب عليها بالإعدام رمياً بالرصاص. منذ عام 1946، تم إلغاء عقوبة الإعدام في إيطاليا، واستعيض عن الإعدام بالسجن مدى الحياة. يستخدم القانون الإيطالي أيضًا قاعدة جرائم القتل العمد في جرائم العنف المختلفة، والتي تنص أيضًا على عقوبة إلزامية بالسجن مدى الحياة. تخضع أحكام السجن المؤبد للإفراج المشروط أو المراقبة. يمكن للشخص الذي يقضي عقوبة بالسجن مدى الحياة أن يصل إلى الإفراج المشروط بعد 26 عامًا، أو بعد 21 عامًا في حالة حسن السلوك. في الحالات القصوى، يمكن للمحاكم أن تحرم السجين من حقه في الإفراج المشروط وبالتالي تأمره بقضاء بقية حياته في السجن. تعد إيطاليا، إلى جانب هولندا والمملكة المتحدة، واحدة من عدة دول أوروبية تنص على عقوبة السجن مدى الحياة دون عفو مشروط عن أخطر الجرائم.

### تعريفات أخرى
إلى جانب القتل الجنائي المفصل أعلاه، توجد أيضًا الحالات التالية في القانون الإيطالي:
| إنجليزي                          | تعريف | المادة |
| -------------------------------- | --- | ------ |
| وأد                              | يعاقب على قتل الرضيع بعد الولادة مباشرة من قبل الأم التي تعاني من اضطراب مادي أو معنوي بالسجن لمدة تتراوح بين 4 و12 سنة. | 578    |
| القتل عند الطلب                  | يعاقب على فعل قتل شخص بموافقته بعقوبة تتراوح بين 6 و15 سنة. ومع ذلك، يعتبر هذا جريمة قتل إذا كان الضحية، عند إعطاء موافقته، أقل من 18 عامًا، أو مخمورًا، أو معاقًا عقليًا، أو إذا تم الحصول على الموافقة عن طريق العنف أو التهديد أو الخداع.                                | 579    |
| المساعدة أو التحريض على الانتحار | يعاقب على فعل مساعدة شخص ما على الانتحار، أو لإقناع شخص ما بالانتحار، بعقوبة تتراوح بين 5 و12 سنة إذا نجح الانتحار، أو ما بين 1 و5 سنوات إذا لم ينجح ذلك ولكن حدثت إصابة جسدية. مع ذلك، يعتبر جريمة قتل إذا كان المنتحر دون سن 14.                                      | 580    |
| الإصابة التي أدت إلى الوفاة      | يحدث عندما يحدث موت شخص نتيجة عمل عنف متعمد لا يقصد القتل (المادتان 581، 582). هذه الجريمة يعاقب عليها بالسجن ما بين 10 و18 سنة (مادة 584). يمكن زيادة هذه العقوبة من الثلث إلى النصف (حتى 27 سنة) إذا حدث ظرف منصوص عليه في المادتين 576 و577، أو إذا تم استخدام سلاح. | 585    |
| القتل غير العمد                  | يعاقب على فعل التسبب في وفاة شخص دون نية بعقوبة تتراوح بين 6 أشهر و5 سنوات. إذا كان الضحايا أكثر من واحد نتيجة لنفس الفعل، فيمكن إضافة عدة تهم تصل إلى 15 عامًا في السجن.                                                                                                | 589    |